# Cranendonck
Pronunciação
Cranendonck (em neerlandês:  Cranendonckⓘ) é um município da província de Brabante do Norte, nos Países Baixos.
Conta atualmente com uma população de pouco mais de 20.000 habitantes.

## História
O Cranendonck foi criada em 01 de janeiro de 1997 a partir da fusão de municípios Budel e Maarheeze (sem o núcleo Sterksel). As aldeias Budel, Budel Dorplein, Budel-Schoot, Gastel Maarheeze Soerendonk do passado distante tinham muito em comum. As formas dialéticas: buul, Dorplein, Schoot, Mares e Zurrik. O julgamento de Gastel é idêntico.
O domínio Budel pertencia ao rei de boas Pippinids e Carolingians. O texto mais antigo é um documento de Carlos Magno, confirmando que seu avô Pepin o Herstal Médio ou Van para sua morte trouxera 714 posses Budel à Abadia de Chèvremont em Liege. Em 947 foi também a igreja de Budel com os dízimos dadas a este mosteiro. As posses da Abadia de Chèvremont, incluindo o domínio e a Igreja de Budel, foram transferidos no ano 972 para o capítulo da Igreja de Nossa Senhora, ou o Capítulo Mary (Marie Stift) em Aachen. A igreja e o tribunal com áreas terra permaneceu até o final do século XVIII, na posse do capítulo Aachen.
Em 1938, o município de Maarheeze proprietário da Estate Cranendonk. A vila, que foi no final do século XIX, foi inaugurado em 1940 como prefeito do antigo município de Maarheeze. Cranendonk foi mais uma vez o centro administrativo. De 1 de Janeiro de 1997, a atual Cranendonck era um fato, já usava esse por mais um ano nomeado formalmente Budel.
A (Alemão) águia e os chifres (o ramo guindaste Donckse da Casa Horne) no casaco municipal de braços, o guindaste na bandeira da cidade e o estilo do Cranendonck (um guindaste estilizado em verde e laranja (Orange House) lembrar ao natural e circunstâncias históricas do passado.
O nome da cidade vem do Castelo Cranendonck que podem já existia no século XIII e foi o centro administrativo das aldeias da região.

## Centros populacionais
- Budel;
- Budel-Dorplein;
- Budel-Schoot;
- Gastel;
- Maarheeze;
- Soerendonk.